# Krtovce
Krtovce (Hongaars: Kartolc) is een Slowaakse gemeente in de regio Nitra, en maakt deel uit van het district Topoľčany.
Krtovce telt 301 inwoners.